# Kościół Świętego Mikołaja w Kijowie
Kościół Świętego Mikołaja (ukr. Костел Святого Миколая, trans. Kosteł Swiatoho Mykołaja) – neogotycki kościół rzymskokatolicki położony w centrum Kijowa przy ul. Wełykiej Wasylkiwskiej 75.

## Historia
Pozwolenie na budowę kościoła wyjednał oraz wydatnie przyczynił się do budowy Władysław Michał Pius hrabia Branicki.

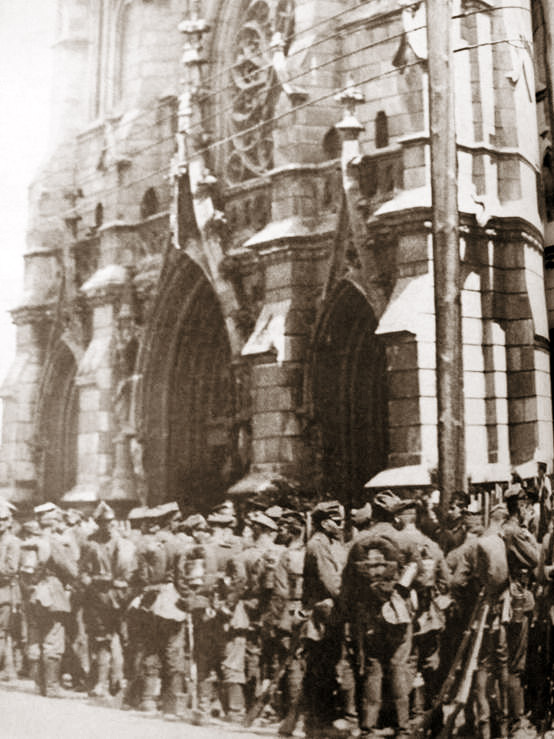
Żołnierze Wojska Polskiego pod kościołem św. Mikołaja, wyprawa kijowska, maj 1920

Konkurs na budowę świątyni wygrał 24-letni Stanisław Wołowski, student Instytutu Inżynierów Cywilnych, jednak władze uznały, że z uwagi na brak doświadczenia budowa powinna być nadzorowana przez uznanego w Kijowie polskiego architekta Władysława Horodeckiego. Kościół rozpoczęto budować w sierpniu 1899 roku i po ukończeniu budowy został konsekrowany 19 grudnia 1909 przez biskupa pomocniczego łuckiego, żytomierskiego i kamienieckiego Antoniego Karasia. Przy budowie świątyni współdziałali Leonard Jankowski (zwierzchnik) i Józefat Andrzejowski. Wnętrza zaprojektował współpracujący wcześniej z Władysławem Horodeckim włoski projektant Elio Sala. Pierwszym proboszczem został ks. Józef-Jan Żmigrodzki z Niemirowa na Podolu, który w 1930 roku został przez Rosjan skazany na 7 lat obozu pracy i zmarł w 1935 na Wyspach Sołowieckich. Kościół był użytkowany przez katolicką społeczność Kijowa do 21 marca 1938 r., gdy zamknęły go władze radzieckie, przeznaczając pomieszczenia na cele gospodarcze. 
W 1978 r. Rada Ministrów USRR przekazała budynek na cele muzyczne, od tego czasu odbywały się tu koncerty muzyki organowej. Starania ukraińskich katolików o zwrot świątyni przez 29 lat kończyły się niepowodzeniem, choć od 1991 roku co niedzielę odbywają się w kościele msze święte (w języku ukraińskim, polskim i łacińskim).
25 czerwca 2001 r. kościół odwiedził papież Jan Paweł II w ramach swej pielgrzymki duszpasterskiej na Ukrainę.
Na początku XXI w. świątynia stopniowo popada w ruinę z powodu działania wód gruntowych, drgań wywoływanych przez przechodzącą pod nią linię metra oraz braku koniecznych remontów. Renowacja świątyni na koszt wspólnoty katolickiej nie była możliwa, bo kościół nie należał do niej, a był tylko dzierżawiony od miasta Kijowa, który z kolei odmawiał środków na remont. We wrześniu 2020 roku rząd ukraiński ogłosił zamiar wybudowania gmachu dla Domu Muzyki Organowej do 2023 roku i następnie przekazanie kościoła św. Mikołaja parafii rzymskokatolickiej; wspólnota już rozpoczęła zbieranie środków na remont.
W nocy 3 września 2021 roku kościół został uszkodzony przez duży pożar, w gaszeniu którego brało udział 16 jednostek straży pożarnej. Zniszczeniu uległy między innymi zabytkowe organy i żyrandole oraz część wyposażenia liturgicznego.